# Kanvas (salg)
 For alternative betydninger, se Kanvas (flertydig). (Se også artikler, som begynder med Kanvas)
Kanvas (af engelsk: canvassing), også kaldet kold kanvas eller dørsalg, er en salgsmetode, hvor en sælger kontakter en potentiel kunde uden at have en forudgående aftale. Koldt kanvas-salg regnes ofte som den sværeste form for salg, og opfattes derfor ofte som mindre lukrativt.[kilde mangler] Virksomhederne er dog dybt afhængige af opsøgende kanvassælgere for at skaffe nye kunder.
Som oftest foregår kanvassalg pr. telefon,[kilde mangler] men det kan også foregå ved at sælgeren kontakter kunden ansigt til ansigt. I Danmark er den metode dog ifølge forbrugeraftaleloven ikke lovlig at anvende overfor private forbrugere, medmindre forbrugeren har givet samtykke til at blive kontaktet. Undtaget er henvendelse pr. telefon om salg af aviser, bøger og abonnementer på redningstjenester. Virksomheder, der sælger produkter til andre virksomheder, må dog gerne anvende kanvassalg og gør det flittigt, bl.a. i forbindelse med salg af annoncering.
Metoden anvendes også under valgkampe, hvor kandidaterne stemmer dørklokker hos vælgere i håb om at få deres stemme.